# Almog Cohen
Almog Cohen (en hébreu : אלמוג כהן) est un footballeur international israélien, né le 1er septembre 1988 à Beer-Sheva en Israël. Il évolue  comme milieu défensif.

## Carrière

### International
Almog Cohen débute avec les espoirs israéliens le 7 septembre 2007 contre le Luxembourg, et totalise 17 sélections.
Le 2 septembre 2010, Cohen débute avec les A contre Malte.

### Clubs
| Saison    | Club            | Pays        | Championnat        | Coupes nationales | Coupes continentales | Sélection    |
| --------- | --------------- | ----------- | ------------------ | ----------------- | -------------------- | ------------ |
| 2006-2007 | Maccabi Netanya | Ligat HA'al | 7 matchs           | 4 matchs          | -                    | -            |
| 2007-2008 | Maccabi Netanya | Ligat HA'al | 28 matchs          | 9 matchs          | -                    | -            |
| 2008-2009 | Maccabi Netanya | Ligat HA'al | 23 matchs / 1 but  | 9 matchs          | 1 match              | -            |
| 2009-2010 | Maccabi Netanya | Ligat HA'al | 31 matchs / 7 buts | 2 matchs          | 4 matchs             | -            |
| 2010-2011 | FC Nuremberg    | Bundesliga  | 25 matchs / 2 buts | 2 matchs          | -                    | 9 sélections |
| 2011-2012 | FC Nuremberg    | Bundesliga  | 24 matchs          | 2 matchs          | -                    | 4 sélections |
| 2012-2013 | FC Nuremberg    | Bundesliga  | 9 matchs           | -                 | -                    | 1 sélection  |
| 2012-2013 | Hapoël Tel-Aviv | Ligat HA'al | 12 matchs / 1 but  | 2 matchs          | -                    | -            |

Dernière mise à jour le 5 février 2013

## Palmarès
Néant